# Белая Сюзьва
Белая Сюзьва — река в России, протекает в Юрлинском районе Пермского края. Устье реки находится в 45 км по левому берегу реки Сюзьвы. Длина реки — 22 км.
Исток реки на Верхнекамской возвышенности в 10 км к северо-западу от посёлка Чус близ границы с Кировской областью. Река течёт на северо-запад параллельно границе регионов. Всё течение проходит по ненаселённому лесу. Впадает в Сюзьву у посёлка Сюзьва.

## Притоки (км от устья)
- 7,6 км: река Луда (лв)
- 13 км: река Мошер (лв)

## Данные водного реестра
По данным государственного водного реестра России относится к Камскому бассейновому округу, водохозяйственный участок реки — Кама от истока до водомерного поста у села Бондюг, речной подбассейн реки — бассейны притоков Камы до впадения Белой. Речной бассейн реки — Кама.
По данным геоинформационной системы водохозяйственного районирования территории РФ, подготовленной Федеральным агентством водных ресурсов:
- Код водного объекта в государственном водном реестре — 10010100112111100000603
- Код по гидрологической изученности (ГИ) — 111100060
- Код бассейна — 10.01.01.001
- Номер тома по ГИ — 11
- Выпуск по ГИ — 1